# Polynôme formel
En algèbre, le terme de polynôme formel, ou simplement polynôme, est le nom générique donné aux éléments d'une structure construite à partir d'un ensemble de nombres. On considère un ensemble A de nombres, qui peut être celui des entiers ou des réels, et on lui adjoint un élément X, appelé indéterminée. La structure est constituée par les nombres, le polynôme X, les puissances de X multipliées par un nombre, aussi appelés monômes (de la forme aXn), ainsi que les sommes de monômes. La structure est généralement notée A[X]. Les règles de notation de l'addition et de la multiplication ne sont pas modifiées dans la nouvelle structure, ainsi X + X est noté 2.X, ou encore X.X est noté X2. Des exemples de polynômes formels sont :
L'ensemble A, utilisé pour bâtir la structure A[X], peut être composé de nombres, mais ce n'est pas indispensable. On lui demande seulement de supporter deux opérations : l'addition et la multiplication. Si ces deux opérations possèdent certaines propriétés comme l'associativité, la commutativité et la distributivité de la multiplication sur l'addition, on dit que A est un anneau commutatif. On lui demande souvent de posséder un élément neutre pour la multiplication. Seul ce cas est traité dans cet article.
Parfois, A possède des propriétés encore plus fortes, comme d'être un corps commutatif, ce qui signifie que tout élément différent de 0 est inversible pour la multiplication, à l'image des rationnels ou des réels. Dans ce cas, en plus de l'addition et de la multiplication, la structure A[X] possède une division euclidienne, à l'image de l'anneau des entiers et il devient possible d'utiliser les techniques de l'arithmétique élémentaire pour travailler sur les polynômes formels. L'identité de Bézout s'applique, comme le lemme d'Euclide ou le théorème fondamental de l'arithmétique. Il existe un équivalent des nombres premiers constitué par les polynômes unitaires irréductibles. Quelle que soit la nature de l'anneau commutatif et unitaire A, la structure A[X] possède au moins les caractéristiques d'un anneau commutatif. On parle d'anneau des polynômes formels.
Le polynôme formel est un des outils à la base de l'algèbre. Initialement, il était utilisé pour résoudre des équations dites algébriques. Résoudre l'équation algébrique revient à répondre à la question : par quelle valeur doit-on remplacer X pour que l'expression obtenue soit égale à 0 ? Une solution est appelée racine du polynôme. Le polynôme formel est maintenant utilisé dans de vastes théories comme la théorie de Galois ou la géométrie algébrique et qui dépassent le cadre de la théorie des équations.
De même que l'anneau A peut être étendu à une structure plus vaste A[X], l'anneau des polynômes à une indéterminée peut encore être étendu, soit par un anneau à plusieurs indéterminées, soit par le corps des fractions rationnelles, soit par l'anneau des séries formelles.
Dans toute la suite de l'article, A désigne un anneau intègre, K un corps commutatif, ℤ l'anneau des nombres entiers, ℝ le corps des nombres réels et ℂ celui des nombres complexes.

## Préambule

### Approche intuitive
Une manière simple de concevoir un polynôme formel est d'ajouter une lettre X, à un ensemble de nombres comme ℤ ou ℝ. Cette lettre ne possède aucune relation algébrique avec les nombres, les seules choses que l'on peut écrire sont des égalités comme X + X = 2.X, ou encore X.X = X2. Sur l'ensemble obtenu, on souhaite que l'addition et la multiplication disposent des mêmes propriétés que celles qu'elles avaient dans l'ensemble de nombres et qui sont formalisées sous le nom d'anneau. Les identités remarquables sont toujours vérifiées, ainsi, si a désigne un nombre quelconque :
Un polynôme formel est une expression comportant un nombre fini de termes, tous composés de la même manière, le produit d'un nombre et d'une puissance de X. Un tel terme est appelé un monôme, le nombre le coefficient du monôme et la puissance de X le degré du monôme. Le polynôme 5X2 + 3X + 4, contient un monôme de degré 2 et de coefficient 5. Dans le cas général, un polynôme formel P quelconque prend la forme suivante, si ai désigne un nombre et i est un entier variant de 0 à n :
Les additions se font comme pour les nombres usuels, ainsi aXn + bXn est égal à (a + b)Xn. La multiplication suit aussi les mêmes règles, auxquelles on ajoute la loi : Xn.Xm = Xn+m qui implique que (Xn)m = Xm.n, si n et m désignent deux entiers positifs.

### Fragments d'histoire
L'idée d'ajouter une lettre à un ensemble de nombres pour résoudre une question qui se formalise sous la forme d'une équation est ancienne. On la trouve chez Diophante dès le IIIe siècle : il donne à la lettre S le même sens que notre X dans son pré-langage symbolique et la qualifie de quantité indéterminée d'unités. Il définit ensuite les mécanismes opératoires de l'addition et de la multiplication d'une expression contenant sa lettre S. Sa motivation est la recherche de solutions d'équations dites diophantiennes où les coefficients ainsi que les solutions recherchées sont des nombres entiers ou rationnels. Cette idée est reprise par les mathématiciens arabes qui généralisent l'étude aux cas où les solutions ne sont pas rationnelles. L'indéterminée chez eux prend le nom de say' et signifie la chose que l'on recherche. On leur doit la lettre X provenant du mot gizr' et qui signifie racine, le nom maintenant donné à une solution de l'équation polynomiale. Certaines méthodes sont développées, comme la dérivation formelle d'un polynôme dès le XIIe siècle.
Cette formulation est reprise par François Viète, un mathématicien du XVIe siècle qui utilise parfois le terme de polynôme et qui l'étudie toujours sous l'angle de l'équation. Un siècle plus tard, le formalisme du polynôme est modifié, le polynôme n'est plus une expression à laquelle on a ajouté une lettre X, qui se comporte comme un nombre; mais une fonction, qui à un nombre associe un nombre, ce que l'on appelle maintenant une fonction polynomiale, concept différent de celui du polynôme formel. Au XIXe siècle, la nécessité du polynôme formel réapparaît. Dans ses Disquisitiones arithmeticae, Carl Friedrich Gauss factorise le polynôme cyclotomique pour trouver un nouveau polygone régulier constructible à la règle et au compas. Il utilise des polynômes à coefficients dans des corps finis, nécessitant impérativement le concept de polynôme formel, remis ainsi à l'honneur.
Jusque dans les années 1940, le formalisme change peu ; le terme d'« indéterminée » désigne toujours la lettre X ajoutée à un ensemble de nombres et, si les notations ont évolué, le formalisme reste celui élaboré par Viète. Maintenant, différentes constructions permettent de définir l'indéterminée comme un véritable objet mathématique et non plus comme une lettre et les polynômes sont construits rigoureusement. Durant l'époque charnière, Claude Chevalley écrit, dans un texte préparatoire à la première édition du chapitre II des Éléments de mathématique de Bourbaki de 1942 : « […] on dit souvent qu'on introduit n "lettres" X1,...,Xn ; il est alors tacitement admis que ces lettres sont des symboles pour des éléments d'une certaine algèbre […] ». Maintenant, le terme indéterminée ne désigne plus que rarement la lettre qui le symbolise, mais l'élément lui-même, même si les constructions varient,,,,,,,,.

## Anneau des polynômes

### Écriture d'un polynôme
Pour construire rigoureusement l'anneau des polynômes A[X], il faut définir « le polynôme X appelé indéterminée », cette partie est traitée dans l'article détaillé. Pour écrire un polynôme sous sa forme générale, il faut disposer d'un nombre fini d'éléments de A, par exemple a0, a1, a2, … , ak, … , an, tel que an est différent de 0. On peut écrire le polynôme P sous les deux formes suivantes :
Dans la définition suivante, « la suite des coefficients de P » désigne alors : (a0, a1, a2, … , ak, … , an, 0, 0, … ).
Égalité de deux polynômes — Deux polynômes sont dits égaux si les deux suites correspondantes de leurs coefficients sont égales. En particulier le polynôme nul est celui dont la suite des coefficients est nulle.
Un monôme est un terme de la forme aXp, constitutif du polynôme ; a est appelé le coefficient du monôme et p son degré. Le plus grand degré des monômes à coefficients non nuls, ici n, est appelé le degré du polynôme — sauf si le polynôme est nul : on dit alors que son degré est moins l'infini. Le plus petit degré des monômes à coefficient non nul est appelé la valuation du polynôme — sauf si le polynôme est nul : on dit alors que sa valuation est plus l'infini.

### Opérations sur les polynômes
L'ensemble des polynômes A[X] ressemble à bien des égards à celui des entiers. Les deux ensembles sont équipés de deux opérations : l'addition et la multiplication et ces opérations vérifient des propriétés regroupées sous le nom d'axiomes et définissant une structure dite d'anneau. L'élément neutre de l'addition est le polynôme constant 0 et si A contient un élément neutre pour la multiplication, généralement noté 1, l'élément neutre de A[X] pour la multiplication est le polynôme constant 1. L'expression « polynôme constant » signifie qu'il s'exprime uniquement à l'aide d'une constante et sans monôme de degré strictement supérieur à 0.
L'analogie va plus loin M. Delord remarque que l'écriture décimale positionnelle du nombre 3 021 s'écrit aussi 3.103 + 2.101 + 1. Cette écriture possède des analogies avec le polynôme 3X3 + 2X + 1. La valeur 10 a été remplacée par l'indéterminée. Cette analogie est flagrante si l'on cherche à additionner 3021 avec 21. Les coefficients des différentes puissances de 10 s'additionnent entre eux comme les coefficients des puissances de l'indéterminée. Dans un cas on trouve 3.103 + 4.101 + 2 et dans l'autre 3X3 + 4X + 2. Une multiplication des deux nombres et des deux polynômes donnent encore des résultats semblables :
L'analogie n'est pas totale, sa limite apparaît si une retenue se présente dans les opérations. Les mécanismes de retenues dans l'addition et la multiplication des entiers en système décimal ne sont pas les mêmes que pour les polynômes.
La somme de deux monômes de même degré est un monôme de même degré et de coefficients la somme de deux coefficients :
La multiplication est un peu plus difficile ; elle s'appuie sur la règle, si n et m sont deux entiers positifs : Xn.Xm = Xn+m. On peut prendre un exemple, issu d'une identité remarquable :
Dans le cas général, on obtient :
Le degré du produit de deux polynômes est la somme des degrés des deux polynômes. C'est pour que cette règle soit toujours vérifiée que le degré du polynôme nul est défini comme égal à moins l'infini. Ces propriétés sont explicitées et démontrées dans l'article détaillé.

### Division euclidienne
Si tous les éléments non nuls de l'anneau commutatif A sont inversibles comme pour ℚ, ℝ ou ℂ, on dit que A est un corps commutatif, noté ici K. L'ensemble des polynômes à coefficients dans K est alors équipé d'une division :
Division euclidienne — Soit A et B deux polynômes à coefficients dans un corps K. Si B est non nul, il existe un unique couple de polynômes (Q, R) à coefficients dans K tel que A soit égal à B.Q + R et que le degré de R soit strictement plus petit que celui de B.
Une autre division, appelée division selon les puissances croissantes, existe. Elle est développée dans l'article détaillé.

### Arithmétique
La division euclidienne est à l'origine des résultats de l'arithmétique élémentaire sur les entiers. Elle permet de démontrer l'identité de Bézout, qui indique que si a et b n'ont pas de diviseurs communs autres que 1 et –1, il existe deux entiers p et q tel que ap + bq = 1. La division euclidienne sur les polynômes à coefficients dans un corps commutatif montre l'équivalent :
Identité de Bézout pour les polynômes — Deux polynômes P et Q à coefficients dans un corps K sont premiers entre eux si, et seulement si, il existe deux polynômes A et B tels que :
Deux polynômes sont dits premiers entre eux lorsque les seuls diviseurs communs sont les polynômes constants non nuls. L'identité de Bézout permet de montrer le lemme d'Euclide, qui indique que si P est un polynôme irréductible qui divise un produit de polynômes A.B, il divise soit A, soit B. Enfin, dans l'univers des polynômes, l'équivalent des nombres premiers sont les polynômes irréductibles et unitaire, ce qui permet d'exprimer un équivalent du théorème fondamental de l'arithmétique :
Décomposition en facteurs premiers — Un polynôme non nul, à coefficients dans K, se décompose de manière unique en un produit, composé d'un polynôme constant et d'un produit de polynômes unitaires irréductibles.
Les résultats sur les plus petits communs multiples et les plus grands communs diviseurs s'appliquent exactement comme pour les entiers.
S'il existe des coefficients non nuls et non inversibles, l'arithmétique est un peu différente, elle est traitée dans l'article détaillé.

## Factorisation

### Équation algébrique
La question à l'origine de la découverte du polynôme est celle de l'équation. Pendant près de mille ans, cette question et les méthodes pour y parvenir représentaient l'essentiel de l'algèbre. Si P est un polynôme à coefficients dans le corps K, noté :
La question revient à trouver les valeurs xi, appelées racines, telles que l'expression suivante soit nulle :
Bien avant la formalisation moderne de la notion de fonction, on avait remarqué que remplacer l'indéterminée par une valeur donne le même résultat dans toutes les expressions de P. Si k est un élément de K, souvent un nombre, il est possible de diviser P par le polynôme X - k. Le reste est un polynôme constant c, car de degré strictement inférieur à celui de X - k. On obtient une nouvelle expression de P, à savoir P = Q.(X - k) + c.
Substituer la valeur k à l'indéterminée X donne le même résultat dans l'expression de droite et de gauche. Si c est non nul, k n'est pas racine car l'expression est égale à c. En revanche si c est nul, alors k est racine.
Racine et factorisation d'un polynôme — Soit P un polynôme à coefficients dans le corps K, un nombre r est racine du polynôme P si, et seulement si le polynôme X - r divise le polynôme P.
Vue sous l'angle arithmétique, la recherche des racines d'un polynôme est équivalente à la recherche des facteurs du premier degré de P. Ces facteurs sont nécessairement irréductibles, le produit de deux polynômes non constants n'est en effet jamais de degré 1, car le produit de deux polynômes est de degré la somme des degrés des deux polynômes. Résoudre une équation revient à trouver les facteurs irréductibles d'un type particulier, ceux du premier degré. On retrouve un problème déjà connu en arithmétique.
L'intégralité des méthodes de résolutions algébriques d'une équation peuvent être vues comme une factorisation du polynôme en éléments irréductibles du premier degré. La méthode classique de l'équation du second degré se résume finalement à cela. On peut en déduire un premier résultat.
Proposition — Un polynôme à coefficients dans K n'admet jamais plus de racines que son degré.

### Polynômes irréductibles à coefficients dans ℂ, ℝ et ℚ
Selon le choix du corps des coefficients, les polynômes irréductibles n'ont pas la même forme. Considérons le polynôme P égal à X5 - X4 - 4X + 4. Rechercher ses facteurs irréductibles du premier degré revient à résoudre l'équation polynomiale associée. Si cette équation est étudiée dans ℂ, le théorème de d'Alembert-Gauss indique l'existence d'au moins une racine. Dans le cas particulier étudié on trouve la racine évidente 1, et une division euclidienne montre que :
Le polynôme P s'écrit comme le produit de deux polynômes dont un du premier degré. L'usage du même théorème montre que l'autre polynôme possède au moins une racine, ce qui indique l'existence d'un autre facteur du premier degré. De proche en proche on factorise P en polynômes du premier degré. En pratique une identité remarquable appliqué 3 fois permet la factorisation de l'exemple étudié :
Et dans le cas général :
Polynôme irréductible sur ℂ — Les seuls polynômes à coefficients dans le corps des nombres complexes irréductibles, sont ceux du premier degré.
La même équation sur ℝ donne des résultats différents. Le terme i, désignant l'unité imaginaire, n'existe pas. La factorisation donne :
Il est aisé de se rendre compte que le premier facteur est irréductible. Remplacer l'indéterminée par une valeur donne toujours un nombre plus grand que 2, le polynôme X2 + 2 ne contient aucun diviseur du premier degré et, comme il est de degré 2, il est nécessairement irréductible. Dans le cas général :
Polynôme irréductible sur ℝ — Les seuls polynômes irréductibles à coefficients réels, sont ceux du premier degré et ceux du deuxième degré ayant un discriminant strictement négatif.
Une démonstration est fournie dans Théorème de d'Alembert-Gauss, § Énoncés.
Sur ℚ, l'exemple choisi montre qu'il n'existe qu'un seul facteur du premier degré, car la racine de 2 n'est pas un nombre rationnel. Les polynômes irréductibles à coefficients dans ℚ sont beaucoup plus variés, on en trouve de tous les degrés, comme le montre le critère d'Eisenstein.

### Coefficients et racines
À condition d'accepter d'élargir l'ensemble de nombres, pour les configurations classiques comme les nombres rationnels, réels ou complexes, il est toujours possible de factoriser un polynôme P. Cela donne deux manières d'écrire P. En utilisant les mêmes notations que précédemment :
Ici rk pour k variant de 1 à n, désigne les différentes racines du polynôme P. Les valeurs que prennent les rk peuvent être semblables, on parle alors de racines multiples. La décomposition correspond à celles des facteurs premiers de P, la constante an supposée non nulle, correspond à l'élément du groupe des unités, sa valeur est celle du coefficient du monôme dominant.
Dans le cas du polynôme unitaire du deuxième degré, l'égalité devient :
Le développement du terme de droite donne les relations :
Cette factorisation donne une relation entre les coefficients et les racines. Elle se généralise.
Si l'on remplace maintenant r1 et r2 par deux indéterminées X et Y, on obtient deux polynômes X.Y et X+Y dit symétriques. Un polynôme à plusieurs indéterminées est dit symétrique si une permutation des indéterminées ne modifie pas le polynôme. Ainsi X.Y est symétrique, mais X2 + Y ne l'est pas. Pour générer des polynômes symétriques à n variables, il suffit d'utiliser ce procédé avec un polynôme de degré n. On obtient exactement n polynômes symétriques. Tous les polynômes symétriques s'obtiennent par combinaison linéaires de produits de ces n polynômes symétriques.

## Algèbre linéaire

### Espace vectoriel
L'anneau A est naturellement isomorphe au sous-anneau de A[X] constitué des polynômes constants. Ceci permet de définir une nouvelle opération sur A[X], une multiplication externe, qui à un scalaire a et à un polynôme P associe le polynôme aP, produit du polynôme a (vu comme un polynôme constant) et du polynôme P. Par construction, cette multiplication externe de A×A[X] dans A[X] est compatible avec l'addition et la multiplication de l'anneau A[X] ; plus précisément : muni de ces trois opérations, A[X] est une A-algèbre associative.
En particulier, si A est un corps, l'ensemble A[X], muni de l'addition et de la multiplication externe, est un A-espace vectoriel. Si A n'est pas un corps, A[X] possède, de même, une structure de A-module.
Ce A-module est libre, c'est-à-dire qu'il possède au moins une base : la famille {\displaystyle (X^{n})_{n\in \mathbb {N} }} (elle est génératrice de A[X] par construction, et elle est aussi libre).
Base canonique — La famille {\displaystyle (X^{n})_{n\in \mathbb {N} }} des puissances de l'indéterminée est une base de A[X], appelée base canonique.
Un sous-module particulier est celui des polynômes de degré inférieur ou égal à un entier positif p. Par définition, il possède comme base (1, X, … , Xp). C'est donc un module libre de dimension p + 1.

### Substitution et fonction polynomiale
« Le mot polynôme désigne en fait deux entités mathématiques distinctes : le polynôme formel et la fonction polynomiale. Cette dernière fournit la valeur prise par le polynôme lorsqu’on y remplace la variable x par une valeur numérique donnée. »
À un polynôme formel à coefficients entiers, comme X2 + 2X + 1, on peut associer une fonction polynomiale f définie sur ℤ par : f(x) = x2 + 2x + 1.
Dans le cas général d'un polynôme à coefficients dans un anneau A, il suffit d'indiquer l'ensemble de départ B, un anneau contenant A (par exemple : un anneau de polynômes à coefficients dans A), et de substituer l'indéterminée X par la variable x dans l'écriture du polynôme formel. On définit ainsi une application Φ, de A[X] dans l'anneau des fonctions de B dans B, qui à un polynôme formel associe sa fonction polynomiale. Cette application Φ est un morphisme d'anneaux, c'est-à-dire qu'elle est compatible avec l'addition et la multiplication :
Puisqu'elle fixe les polynômes constants, c'est donc un morphisme d'algèbres, c'est-à-dire qu'elle est de plus compatible avec la multiplication externe :
C'est donc une application linéaire (c.-à-d. compatible avec + et avec la loi externe).
L'application Φ n'est pas toujours injective. Un premier cas se présente, si l'anneau A contient une copie de l'ensemble ℤ des entiers. C'est par exemple le cas de ℚ, ℝ ou ℂ. Dans ce cas, l'application Φ est injective. La démonstration est donnée à la suite de cet article dans le paragraphe Équation algébrique. Il existe d'autres cas où Φ n'est pas injective, par exemple celui où A est un corps fini. Quelques exemples sont donnés si A désigne l'anneau ℤ/pℤ où p est un nombre premier. L'ensemble des polynômes formels est toujours infini, tous les polynômes Xn sont distincts, et si n parcourt l'ensemble des entiers positifs, on obtient une infinité de polynômes distincts. En revanche, les fonctions polynomiales forment un sous-ensemble des fonctions de A dans A, si A est un corps fini de cardinal p, il existe pp fonctions distinctes et donc au maximum pp fonctions polynomiales. Comme il ne peut y avoir d'injection d'un ensemble infini vers un ensemble fini, l'application Φ n'est pas injective. Il existe quelques cas où Φ est injective :
Proposition — Si B est infini et intègre, alors Φ est injective.
Un anneau commutatif à au moins deux éléments est dit intègre si un produit de deux éléments a et b de l'anneau est nul uniquement si a ou b l'est. De nombreux anneaux usuels de nombres (entiers, rationnels, réels, complexes…) sont infinis et intègres. Pour eux, l'anneau des fonctions polynomiales et celui des polynômes formels sont donc des copies l'un de l'autre et tous les résultats algébriques établis ici s'appliquent aux fonctions polynomiales.

## Dérivée formelle

### Définition
Il existe une application linéaire de A[X] parfois très utile, elle est appelée dérivée formelle. Comme toute application linéaire, elle est parfaitement définie par la connaissance de l'image d'une base.
Définition de la dérivée formelle — La dérivée formelle est l'application linéaire de A[X] dans lui-même, qui à Xn associe nXn–1.
(Le produit du polynôme Xn–1 par l'entier n est bien défini, puisque (A[X], +) est un groupe abélien.)
Si A est l'anneau des entiers ou le corps des nombres complexes, la dérivée formelle est le pendant de l'application dérivée dans le monde des polynômes formels. La définition présentée ici s'applique néanmoins à n'importe quel anneau de polynômes construit sur un anneau commutatif.
Si le polynôme P s'écrit de la manière habituelle, on a l'expression P' de sa dérivée formelle :

### Propriétés
(Rappelons que l'anneau A est supposé intègre.)
- En analyse réelle, toute application dérivable de ℝ dans ℝ et de dérivée nulle est constante (ce résultat se déduit du théorème des accroissements finis). L'analogue de ce résultat pour les polynômes formels n'est pas toujours valide. En effet, supposons par exemple que dans l'anneau A, l'élément 3.1A = 1A + 1A + 1A soit égal à 0A — on dit alors que la caractéristique de l'anneau est 3. Alors, dans A[X], le polynôme dérivé de X3 est le polynôme nul. Pourtant, X3 n'est pas un polynôme constant. Cette situation ne se produit pas si l'anneau est de caractéristique nulle, c'est-à-dire si pour tout entier n > 0, l'élément n1A n'est pas nul :En caractéristique nulle, le noyau de l'application linéaire {\displaystyle P\mapsto P'} est réduit aux polynômes constants.
- Le degré de la dérivée d'un polynôme formel de degré n est strictement inférieur à n (égal à n – 1 en caractéristique nulle) ; en conséquence, la dérivée (n + 1)-ième d'un polynôme de degré n est le polynôme nul.
- C'est une dérivation, c'est-à-dire que si P et Q sont deux polynômes :{\displaystyle (PQ)'=P'Q+PQ'}.
- Le polynôme dérivé d'un polynôme composé {\displaystyle P\circ Q:=P(Q)} (défini par substitution) est donné par :{\displaystyle (P\circ Q)'=(P'\circ Q)\times Q'}.En particulier, {\displaystyle \left(P(aX+b)\right)'=aP'(aX+b)} donc (par récurrence) {\displaystyle \left(P(aX+b)\right)^{(k)}=a^{k}P^{(k)}(aX+b)}.

Une autre propriété relie l'existence de racines multiples à la dérivée formelle, on dit qu'un polynôme à coefficients dans K est séparable s'il admet autant de racines distinctes que son degré, dans au moins un corps L contenant K.
Critère de présence d'une racine multiple — Un polynôme, à coefficients dans K, est séparable si et seulement si lui et sa dérivée formelle sont premiers entre eux.
On trouve une démonstration dans l'article « Extension séparable ». Par exemple, le polynôme X2 + 2, à coefficients dans le corps ℚ des rationnels, est séparable, car il admet deux racines distinctes dans le corps ℂ des complexes, qui contient ℚ. Il est bien premier avec sa dérivée formelle, égale à 2X.

### Développement de Taylor
En caractéristique nulle, le développement de Taylor s'applique aux polynômes formels.
Développement de Taylor — Soient A un anneau intègre et de caractéristique nulle, P un polynôme de A[X] de degré inférieur ou égal à n et {\displaystyle a} un élément de A. La formule suivante, dite développement de Taylor de P en {\displaystyle a}, est vérifiée :
Cette formule mérite quelques explications. Le terme P(i)(a) désigne l'élément de A obtenu en substituant a à l'indéterminée X. La notation i! désigne ici l'élément i! 1A de l'anneau. La division n'est pas toujours définie sur A ; en revanche, on démontre (ci-dessous) que le terme P(i)(a) est toujours un multiple de i!. Comme A est intègre, l'élément bi de A tel que i!bi soit égal à P(i)(a) est unique, ce qui donne un sens au développement de Taylor.

### Résultant, discriminant
Le résultant de deux polynômes est le déterminant d'une matrice construite à l'aide des deux polynômes. Ce déterminant est non nul si, et seulement si, les deux polynômes sont premiers entre eux. Le discriminant d'un polynôme P est, à un facteur multiplicatif près, le résultant du polynôme et de sa dérivée, ce qui permet d'écrire que :
Discriminant — le discriminant d'un polynôme est nul, si, et seulement si, le polynôme admet au moins une racine multiple, dans son corps de décomposition.
Si a est le coefficient du monôme dominant, n le degré du polynôme et α k, pour k variant de 1 à n, les racines du polynôme P, son discriminant Δ(P) est égal à :
Le discriminant s'exprime aussi en fonction des coefficients du polynôme, l'expression est néanmoins complexe si n est élevé. Dans le cas de la dimension 2 et si le polynôme P s'écrit aX2 + bX + c, on retrouve l'expression classique :
Ce qui permet de retrouver aisément les formules donnant les racines de l'équation en fonction des coefficients, sachant que l'opposé de la somme des racines est égal à b. Si n est strictement plus grand que 2, le discriminant n'offre pas de moyen simple d'exprimer les racines.